# 亞美尼亞禮天主教伊斯法罕教區
亞美尼亞禮天主教伊斯法罕教區（拉丁語：Eparchia Hispahanensis Armenorum）是伊朗一個東儀天主教教區（亞美尼亞禮），直屬基里基雅宗主教區。
教區成立於1850年4月30日，教座位於德黑蘭。2009年有兩名司鐸、一個堂區、8,000名教友。目前教區主教之位處於出缺狀態。